# Ten Thousand Bedrooms
Ten Thousand Bedrooms fue la primera película en solitario de Dean Martin tras casi una década formando dúo con Jerry Lewis.
En las canciones que había de cantar su personaje (Diana Martelli), la actriz Lisa Montell fue doblada por Betty Wand.
La película comenzó a rodarse en Roma (Italia) durante el verano de 1956 y el rodaje concluyó en otoño de ese mismo año en Culver City (California).

## Argumento
Ray Hunter, un famoso playboy, durante su estancia en un hotel de Roma, se enamora perdidamente de Nina Martelli que le corresponde... no obstante, el padre de la joven italiana no permitirá que se case con el joven americano hasta que hayan contraído matrimonio sus tres hermanas mayores: Maria, Diana y Ana. Se ha de respetar la tradición.

## Ficha técnica
- Fecha de estreno: 29 de marzo de 1957
- Productora: Metro-Goldwyn-Mayer
- Distribuidora: Loew's Inc.
- Color: Metrocolor
- Director musical: George E. Stoll
- Asistente de dirección: Robert Saunders.
- Montaje:John McSweeney Jr.
- Dirección artística: Randall Duell y William A. Horning.
- Diseño de vestuario: Helen Rose

## Reparto

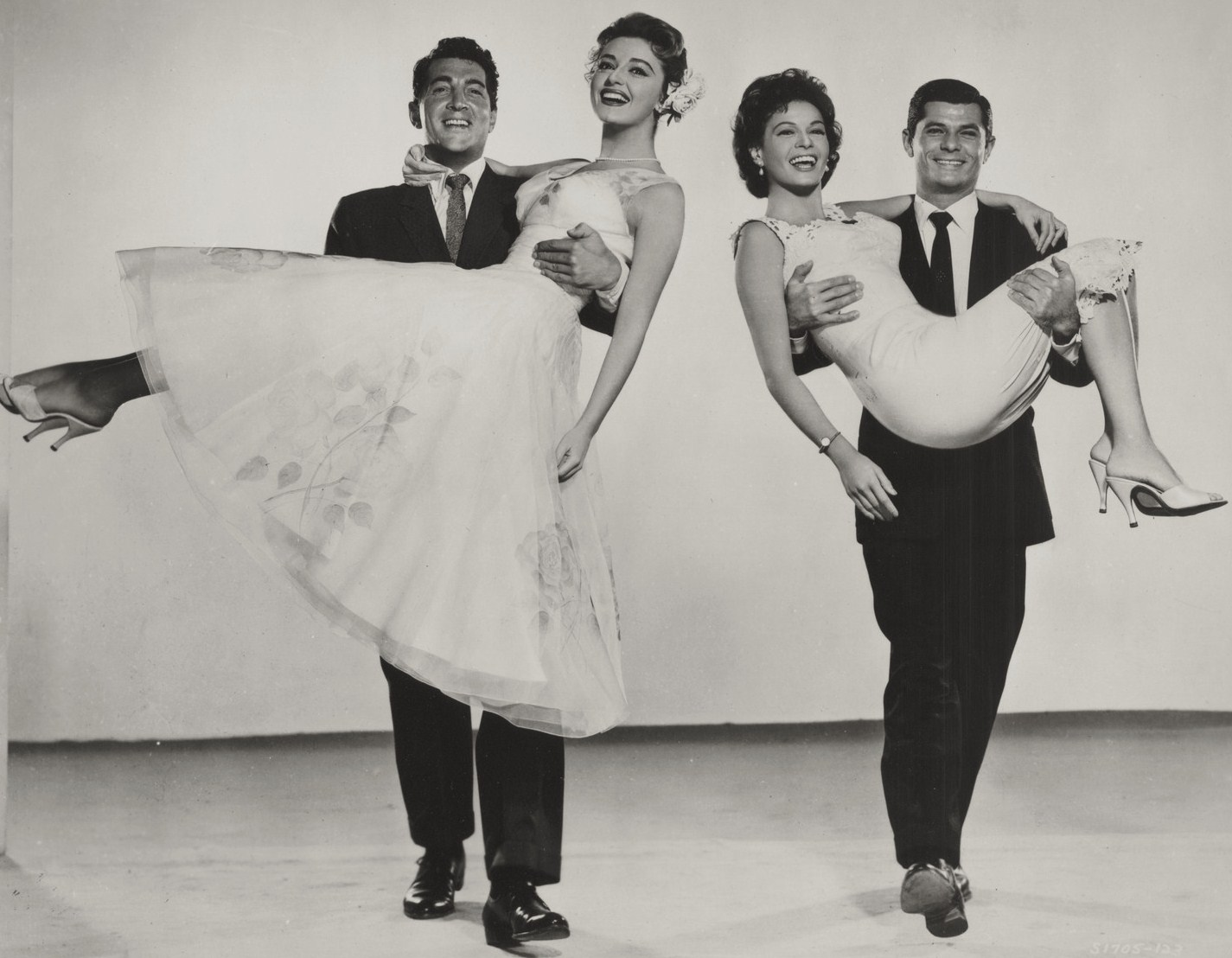
Parte de una foto publicitaria de la película: D. Martin, A. M. Alberghetti, Eva Bartok y Dewey Martin.

| Intérprete             | Personaje              |
| ---------------------- | ---------------------- |
| Dean Martin            | Ray Hunter             |
| Anna Maria Alberghetti | Nina Martelli          |
| Eva Bartok             | Maria Martelli         |
| Dewey Martin           | Mike Clark             |
| Walter Slezak          | Papa Vittorio Martelli |
| Paul Henreid           | Anton                  |
| Jules Munshin          | Arthur                 |
| Marcel Dalio           | Vittorio Cisini        |
| Evelyn Varden          | Condesa Alzani         |
| Lisa Montell           | Diana Martelli         |
| Lisa Gaye              | Ana Martelli           |
| John Archer            | Bob Dudley             |
| Stephen Dunne          | Tom Crandall           |
| Dean Jones             | Dan                    |